# Hansa-Brandenburg W.20
Die Hansa-Brandenburg W.20 war ein Flugboot der deutschen Marine im Ersten Weltkrieg, das in einem U-Boot mitgeführt werden sollte.

## Geschichte und Konstruktion
Um die Effektivität der im Januar 1915 bereits mit einer FF 29a und dem U-Boot U 12 erprobten nichttauchfähigen Kombination Flugzeug/Unterseeboot zu erhöhen, sollte ein Bordflugzeug in den neuen U-Kreuzern der Marine untergebracht werden können. Ernst Heinkel konstruierte nach einem am 30. April 1917 erteilten Auftrag dafür ein kleines demontierbares Flugboot, das in einem zylindrischen Druckbehälter von 6 m Länge und 1,9 m Durchmesser untergebracht werden konnte.
Zusammenbau und Zerlegung mussten innerhalb einer kurzen Zeit zu bewerkstelligen sein. Nach Angaben des Werkes konnte das Flugzeug in 2:45 min montiert und innerhalb von 1:45 min wieder zerlegt werden.
Die W.20 war ein Doppeldecker mit einem schlanken Rumpf. Sie besaß ein konventionelles, verstrebtes Leitwerk. Der Motor, der an Streben zwischen den Flügeln befestigt war, trieb einen Druckpropeller an. Der Pilot saß vor den Flügeln in einem offenen Cockpit. Aufgrund des schmalen Rumpfes, der im Wasser nur wenig Stabilität bot, waren unter den Spitzen der unteren Tragflächen Stützschwimmer angebracht. Es wurden nur drei Exemplare mit den Marinenummern 1551–1553 gebaut, da der U-Boottyp, der das Flugzeug aufnehmen sollte, nicht gebaut wurde. Die Nummer 1552 wurde am 9. März 1918 dem Seeflugzeug-Versuchskommando in Warnemünde übergeben und absolvierte die Abnahme am 17. des Monats.
Nach Absturz der Prototyps W.20/1 bei einem Erprobungsflug von der Havel erhielt das zweite Flugzeug W.20/2 zweistielige Tragflächenverstrebungen und einen stärkeren Le-Rhône-Motor mit 100 PS. Bei der W.20/3 wurden die Streben erneut modifiziert.

## Technische Daten
| Kenngröße             | Daten W.20/1                   | Daten W.20/2                   | Daten W.20/3                   |
| --------------------- | ------------------------------ | ------------------------------ | ------------------------------ |
| Besatzung             | 1                              | 1                              | 1                              |
| Länge                 |                                |                                | 5,93 m                         |
| Spannweite oben unten | 5,80 m 5,80 m                  | 6,80 m 6,40 m                  | 6,80 m 6,80 m                  |
| Flügelfläche          | 14,95 m²                       | 15,82 m²                       | 16,8 m²                        |
| Leermasse             |                                |                                | 396 kg                         |
| Startmasse            |                                |                                | 568 kg                         |
| Höchstgeschwindigkeit |                                |                                | 117 km/h                       |
| Steigzeit auf 1000 m  |                                |                                | 15 min                         |
| Flugdauer             |                                |                                | 1:15 h                         |
| Triebwerk             | ein Siebenzylinder-Umlaufmotor | ein Siebenzylinder-Umlaufmotor | ein Siebenzylinder-Umlaufmotor |
| Typ                   | Oberursel U.O; 80 PS (59 kW)   | Le Rhône; 100 PS (74 kW)       | Oberursel U.O; 80 PS (59 kW)   |